# 19630 Джейнбел
19630 Джейнбел (19630 Janebell) — астероїд головного поясу, відкритий 2 вересня 1999 року.
Тіссеранів параметр щодо Юпітера — 3,356.